# Jakub Kulesza
Jakub Kulesza (ur. 12 listopada 1990 w Lublinie) – polski polityk i informatyk, poseł na Sejm VIII i IX kadencji.

## Życiorys
Syn Iwony i Marka. Pochodzi z Puław, został absolwentem II Liceum Ogólnokształcącego im. Komisji Edukacji Narodowej w tym mieście. W 2006 organizował puławską Sekcję Młodzieżową UPR, w której działał do 2009. Od 2008 był członkiem Unii Polityki Realnej. Od 2010 związany ze stowarzyszeniem KoLiber, w którym m.in. kierował sądem naczelnym, był pierwszym wiceprezesem i skarbnikiem, a od grudnia 2012 do grudnia 2013 był prezesem tej organizacji. Został także prezesem zarządu Fundacji Progresywnej. W 2013 ukończył elektronikę, informatykę i telekomunikację na Politechnice Warszawskiej. Podjął pracę w przedsiębiorstwie informatycznym.
W wyborach parlamentarnych w 2015 kandydował do Sejmu w okręgu lubelskim z pierwszego miejsca na liście komitetu wyborczego wyborców Kukiz’15, zorganizowanego przez Pawła Kukiza. Uzyskał mandat posła VIII kadencji, otrzymując 15 058 głosów. Został rzecznikiem prasowym klubu Kukiz’15. W marcu 2018 został członkiem rady głównej UPR. W październiku tego samego roku był kandydatem komitetu związanego m.in. z Kukiz’15 i partią KORWiN na prezydenta Lublina w wyborach samorządowych. Uzyskał 2,99% poparcia, co stanowiło trzeci rezultat spośród sześciu kandydatów. Pięć dni po wyborach ogłosił przejście z Kukiz’15 i UPR do KORWiN, której został wiceprezesem. W następnym miesiącu współtworzył koło poselskie Wolność i Skuteczni, w marcu 2019 koło poselskie Konfederacja. W maju tego samego roku bezskutecznie kandydował do Parlamentu Europejskiego. W następnym miesiącu został przewodniczącym koła poselskiego Konfederacji.
W wyborach parlamentarnych w tymże roku uzyskał poselską reelekcję z ramienia ugrupowania Konfederacja Wolność i Niepodległość, otrzymując 24 406 głosów. 18 października 2019 został powołany na przewodniczącego nowo zarejestrowanego w Sejmie IX kadencji koła poselskiego Konfederacji. W Sejmie IX kadencji został członkiem Komisji Finansów Publicznych. W marcu 2022 opuścił partię KORWiN wraz z Arturem Dziamborem oraz Dobromirem Sośnierzem. W tym samym roku został wiceprezesem partii Wolnościowcy. 14 grudnia 2022 został odwołany z funkcji przewodniczącego koła poselskiego Konfederacji. W lutym 2023 ogłosił swoje wystąpienie z Konfederacji i współtworzenie koła poselskiego Wolnościowców (które rozpadło się kilka miesięcy później; partia przestała istnieć w 2024). W sierpniu 2023 oświadczył, że nie wystartuje w wyborach parlamentarnych w tym samym roku.

## Życie prywatne
Żonaty z Katarzyną; mają dwóch synów: Leszka i Janusza.

## Wyniki wyborcze
| Wybory | Komitet wyborczy | Komitet wyborczy                                       | Organ                            | Okręg | Wynik          |
| ------ | ---------------- | ------------------------------------------------------ | -------------------------------- | ----- | -------------- |
| 2015   |                  | Kukiz’15                                               | Sejm VIII kadencji               | nr 6  | 15 058 (3,09%) |
| 2018   |                  | KWW Kukiz, Wolność, Lubelscy Patrioci i Ruchy Miejskie | Prezydent Miasta Lublin          | –     | 4290 (2,99%)   |
| 2019   |                  | Konfederacja KORWiN Braun Liroy Narodowcy              | Parlament Europejski IX kadencji | nr 4  | 5547 (0,40%)   |
| 2019   |                  | Konfederacja Wolność i Niepodległość                   | Sejm IX kadencji                 | nr 6  | 24 406 (4,32%) |